# هو آرا گوجوسان
پادشاه هوآرا سی و سومین  پادشاه ￼￼گوجوسان بود. او از ۳۸۵ قبل از میلاد تا ۳۶۹ قبل از میلاد سلطنت کرد. نام واقعی او وای (هانگول: 위، هانجا: 謂) بود. بعد از او سه اولمون به سلطنت رسید.